# Гумалево
Гумалево (на македонска литературна норма: Гумалево; на албански: Gumaleva) е село в община Зелениково на Северна Македония.

## География
Селото е разположено в областта Торбешия на левия бряг на Кадина река преди вливането ѝ във Вардар.

## История
В XIX век Гумалево е село в Скопска каза на Османската империя. Според статистиката на Васил Кънчов („Македония. Етнография и статистика“) от 1900 г. Гомалево е населявано от 210 жители арнаути мохамедани.
След Междусъюзническата война в 1913 година селото попада в Сърбия.
На етническата си карта от 1927 година Леонард Шулце Йена показва Гомалево (Gomalevo) като албанско село.
Според преброяването от 2002 година селото има 102 жители албанци.